# Seven de Singapur 2019
El Seven de Singapur de 2019 fue la sexta edición del torneo de rugby 7, fue el octavo torneo de la temporada 2018-19 de la Serie Mundial Masculina de Rugby 7.
Se disputó en la instalaciones del Estadio Nacional de Singapur.

## Fase de grupos

### Grupo A
| Equipo    | Encuentros | Encuentros | Encuentros | Encuentros | Tantos  | Tantos    | Tantos     | Puntos |
| Equipo    | jugados    | ganados    | empatados  | perdidos   | a favor | en contra | diferencia | Puntos |
| --------- | ---------- | ---------- | ---------- | ---------- | ------- | --------- | ---------- | ------ |
| Sudáfrica | 3          | 3          | 0          | 0          | 89      | 17        | +72        | 9      |
| Fiyi      | 3          | 1          | 0          | 2          | 69      | 48        | +21        | 5      |
| Escocia   | 3          | 1          | 0          | 2          | 39      | 81        | –42        | 5      |
| Canadá    | 3          | 1          | 0          | 2          | 45      | 96        | –51        | 5      |

Nota: Se otorgan 3 puntos al equipo que gane un partido, 2 al que empate y 1 al que pierda

### Grupo B
| Equipo    | Encuentros | Encuentros | Encuentros | Encuentros | Tantos  | Tantos    | Tantos     | Puntos |
| Equipo    | jugados    | ganados    | empatados  | perdidos   | a favor | en contra | diferencia | Puntos |
| --------- | ---------- | ---------- | ---------- | ---------- | ------- | --------- | ---------- | ------ |
| Australia | 3          | 3          | 0          | 0          | 93      | 29        | +64        | 9      |
| Argentina | 3          | 2          | 0          | 1          | 67      | 34        | +33        | 7      |
| Francia   | 3          | 1          | 0          | 2          | 45      | 50        | –5         | 5      |
| Hong Kong | 3          | 0          | 0          | 3          | 12      | 104       | –92        | 3      |

### Grupo C
| Equipo         | Encuentros | Encuentros | Encuentros | Encuentros | Tantos  | Tantos    | Tantos     | Puntos |
| Equipo         | jugados    | ganados    | empatados  | perdidos   | a favor | en contra | diferencia | Puntos |
| -------------- | ---------- | ---------- | ---------- | ---------- | ------- | --------- | ---------- | ------ |
| Estados Unidos | 3          | 3          | 0          | 0          | 70      | 33        | +37        | 9      |
| Inglaterra     | 3          | 1          | 0          | 2          | 43      | 41        | +2         | 5      |
| Gales          | 3          | 1          | 0          | 2          | 38      | 50        | –12        | 5      |
| Kenia          | 3          | 1          | 0          | 2          | 40      | 67        | –27        | 5      |

### Grupo D
| Equipo        | Encuentros | Encuentros | Encuentros | Encuentros | Tantos  | Tantos    | Tantos     | Puntos |
| Equipo        | jugados    | ganados    | empatados  | perdidos   | a favor | en contra | diferencia | Puntos |
| ------------- | ---------- | ---------- | ---------- | ---------- | ------- | --------- | ---------- | ------ |
| Nueva Zelanda | 3          | 3          | 0          | 0          | 120     | 22        | +98        | 9      |
| Samoa         | 3          | 2          | 0          | 1          | 119     | 45        | +74        | 7      |
| Japón         | 3          | 1          | 0          | 2          | 22      | 103       | –81        | 5      |
| España        | 3          | 0          | 0          | 3          | 19      | 110       | –91        | 3      |

## Fase Final

### Cuartos de final
| 14 de abril | Sudáfrica | 21 - 12 | Samoa |  |  |

| 14 de abril | Estados Unidos | 12 - 10 | Argentina |  |  |

| 14 de abril | Nueva Zelanda | 5 - 19 | Fiyi |  |  |

| 14 de abril | Australia | 19 - 31 | Inglaterra |  |  |

### Semifinal
| 14 de abril | Sudáfrica | 24 - 12 | Estados Unidos |  |  |

| 14 de abril | Fiyi | 26 - 12 | Inglaterra |  |  |

### Final
| 14 de abril | Fiyi | 19 - 20 | Sudáfrica |  |  |

| Bandera de Sudáfrica   |
| Campeón Sudáfrica      |
| 2º título del circuito |